# Suaeda micromeris
Suaeda micromeris är en amarantväxtart som beskrevs av John Patrick Micklethwait Brenan. Suaeda micromeris ingår i släktet saltörter, och familjen amarantväxter. Inga underarter finns listade i Catalogue of Life.